# Chiesa di San Michele (Cevio)
La chiesa parrocchiale di San Michele è un edificio religioso che si trova a Bignasco, frazione di Cevio in Canton Ticino. 

## Storia
La costruzione ha origini medievali anche se nel corso dei secoli è stata più volte rimaneggiata, anche pesantemente. Nel 1735 viene costruito il coro poligonale. Nel 1877 viene eretto il portico esterno, mentre nel 1904 viene alzata la navata e costruita la sua copertura a botte.

## Descrizione
La chiesa si presenta con una pianta ad unica navata, coperta con volta a botte lunettata.